# КК ВИТА Тбилиси
КК ВИТА Тбилиси (груз. Վիտա Թբիլիսի) је грузијски кошаркашки клуб из Тбилисија. Такмичи се у Суперлиги Грузије.

## Успеси

### Национални
- Првенство Грузије:
  - Првак (6): 1993, 1994, 1995, 1996, 1997, 1998.

## Познатији играчи
- Гога Битадзе
- Омар Томас
- Олександр Липовиј